# City of Life and Death
City of Life and Death (Nanjing! Nanjing!) è un film del 2009 diretto da Lu Chuan. Per descrivere i fatti avvenuti a Nanchino nel dicembre del 1937 e per riuscire a raccontare la brutalità degli stessi, il film viene proposto in bianco e nero.

## Trama
Nel dicembre del 1937, nel corso della seconda guerra sino-giapponese, le truppe giapponesi entrano a Nanchino, allora capitale della Repubblica di Cina. La città cadrà in tre soli giorni a seguito di feroci combattimenti. Nelle settimane successive, i soldati nipponici compiranno massacri di civili, stupri e saccheggi che porteranno al cosiddetto Stupro di Nanchino.

## Riconoscimenti
- Concha de Oro al Festival di San Sebastián